# Wärmeausdehnung
Unter Wärmeausdehnung (auch thermische Expansion) versteht man die Änderung der geometrischen Abmessungen (Länge, Flächeninhalt, Volumen) eines Körpers, hervorgerufen durch eine Veränderung seiner Temperatur. Die Umkehr dieses Vorganges durch die Abkühlung wird oft als Wärmeschrumpfung (auch thermische Kontraktion) bezeichnet. Der Kennwert ist der Ausdehnungskoeffizient.

## Auswirkungen und Anwendungen

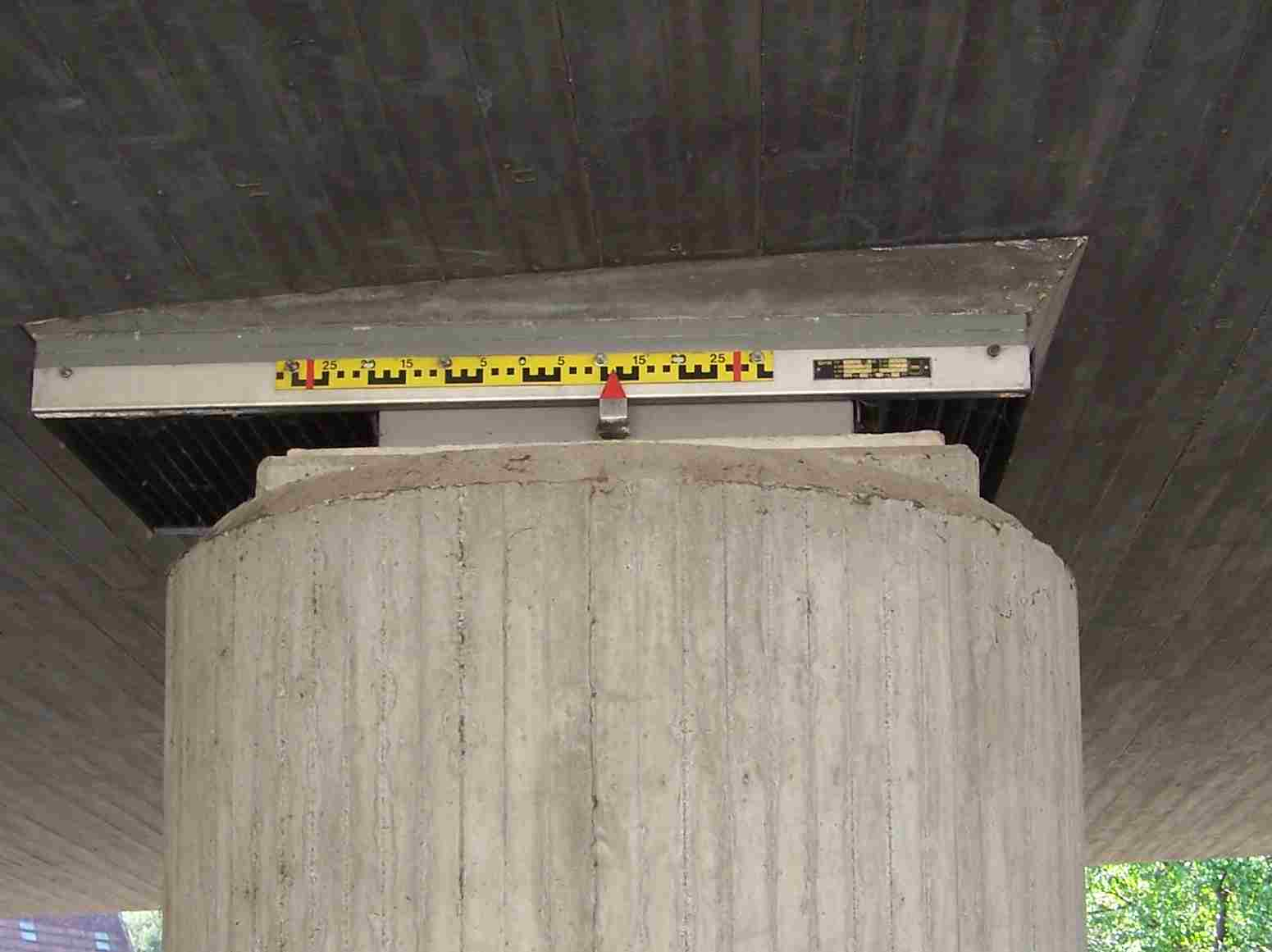
Messpunkt zur Bestimmung der Wärmeausdehnung an der Elbbrücke Torgau

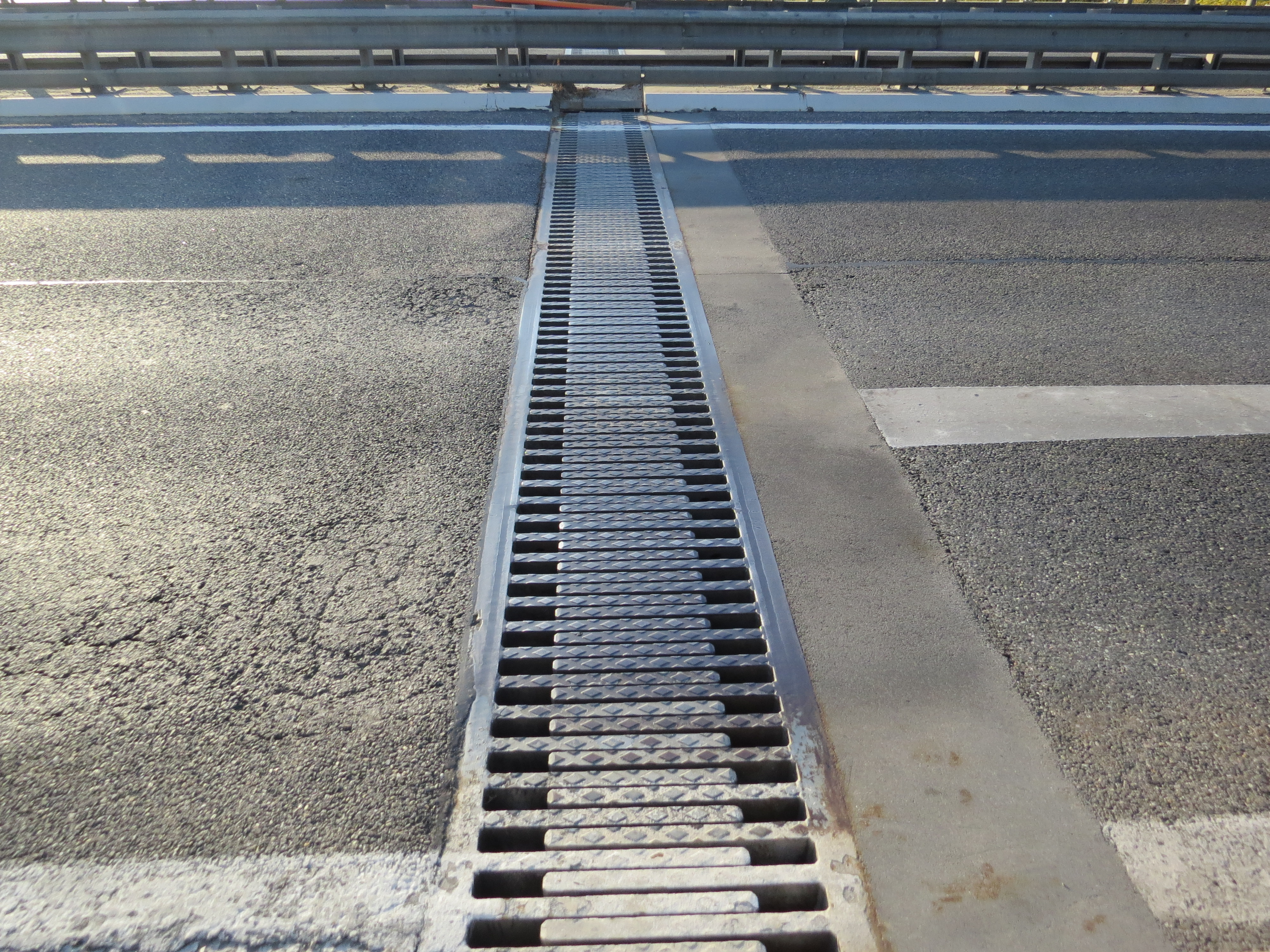
Brückenausgleichselement an der Donaubrücke Krems, Österreich

Mit einer Wärmeausdehnung geht stets auch eine Änderung der Dichte einher. Bei fluiden Körpern kann dies zu veränderten Druckverhältnissen führen. Insbesondere die daraus folgende Konvektion äußert sich in Meeresströmungen und Luftströmungen und ist Teil des Wetters. Dies wird in Thermikkraftwerken und im Segelflug genutzt.
Weitere Beispiele der Nutzung der Wärmeausdehnung sind Bimetallstreifen, viele Arten von Thermometern und Temperaturreglern, der Stirlingmotor, alle Verbrennungsmotoren und Heißluftballone. 
Kommt es zu unterschiedlichen Wärmeausdehnungen in einem Körper oder in mechanisch verbundenen Körpern, können mechanische Spannungen entstehen, die im Extremfall zur Beschädigung oder Zerstörung eines Bauteils führen können. Im sogenannten Bolzensprengversuch wird das eindrücklich demonstriert. Bestimmte Maße verändern sich entgegengesetzt zur Längenänderung der Bauteile. Also können sich konstruktiv vorgesehene Abstände zwischen Bauteilen bei deren Ausdehnung verringern oder schließen. Ursache eines Ausdehnungsunterschiedes kann ein Temperaturunterschied oder die Kombination von Materialien mit unterschiedlichem Wärmeausdehnungsverhalten sein.
Architekten, Bauingenieure und Konstrukteure halten unterschiedliche Wärmeausdehnungen durch Einsatz geeigneter Materialien gering. Zusätzlich oder alternativ werden Dehnungsfugen, ausreichendes Spiel zwischen Bauteilen oder ein Ausgleich der Größendifferenzen durch Kompensatoren eingesetzt. Wärmeausdehnungsbedingte Positionsabweichungen in elektronisch gesteuerten Maschinen, wie etwa Robotern, können auch steuerungstechnisch ausgeglichen werden.

### Wärmeschrumpfung
Der Ausdruck Wärmeschrumpfung wird für verschiedene Vorgänge verwendet. 
- Weil beim Gießen der warme Werkstoff nach dem Erstarren in der Form durch Wärmeabgabe schrumpft, wird teilweise von Wärmeschrumpfung gesprochen. Hierfür ist die Wärmeausdehnung die Ursache. Das Maß für die Wärmeschrumpfung ist das Schwindmaß, welches werkstoffabhängig in Prozent des Fertigmaßes angegeben wird oder bezogen auf absolute Maße in der jeweiligen Längenmaßeinheit. Das Schwindmaß wird weitgehend vom Material bestimmt, da auch die zweite Einflussgröße, die Temperaturdifferenz, weitgehend vom Material über die geeignete Gusstemperatur bestimmt wird.
- Demgegenüber wird aber oft auch von Wärmeschrumpfung als Rückverformung durch Erwärmen gesprochen, was beim Schrumpfschlauch erwünscht ist und wie bei anderen bleibenden Materialschrumpfungen durch Wärmeeinwirkung nicht durch Wärmeausdehnung verursacht wird.

## Ursachen
In einem Festkörper schwingt jedes einzelne Atom um einen Gleichgewichtspunkt. Würde es sich dabei um harmonische Schwingungen handeln, so müsste die Entfernung zwischen den Atomen im Mittel gleich dem Gleichgewichtsabstand bleiben, weil die Atome in gleichem Maße in Richtung eines Nachbaratoms als auch in die entgegengesetzte Richtung schwingen. Deshalb kann die Wärmeausdehnung nicht mit der Näherung des harmonischen Potenzials beschrieben werden, sondern es muss berücksichtigt werden, dass die potenzielle Energie stärker steigt, wenn sich zwei Atome einander nähern, als wenn sie sich voneinander entfernen. Durch die steilere Potentialkurve ist bei der Schwingung die Auslenkung in Richtung eines näheren Nachbaratoms kleiner und gleichzeitig die rücktreibende Kraft größer als bei der Schwingung weg vom Nachbaratom (bzw. in Richtung eines weiter entfernten Atoms); dadurch verbringt das Atom weniger Zeit in der Nähe des Nachbaratoms, die Abstände zwischen den Atomen sind im Mittel größer als der Gleichgewichtsabstand. Falls die Schwingungen mit geringen Energien stattfinden, ist das Potenzial noch relativ symmetrisch, je höher die Energien werden, desto weiter schwingen die Atome in den asymmetrischen Bereich des Potenzials und vergrößern so ihren Schwingungsraum. Höhere Energien sind bei höheren Temperaturen vorhanden, deshalb kommt es bei Erwärmung zur Ausdehnung von Stoffen. Eine quantitative Beschreibung erfolgt mit Hilfe des Grüneisen-Parameters.
Bei Gasen steigt der Druck bei konstantem Volumen mit zunehmender Temperatur, weil durch die höhere Teilchenenergie sowohl mehr Impuls pro Teilchen z. B. an eine Gefäßwand abgegeben wird, als auch die Geschwindigkeit der Teilchen höher ist, was zu mehr auftreffenden Teilchen pro Zeitspanne führt. Wenn der Druck konstant bleiben soll, muss das Volumen vergrößert werden, so dass die geringere Teilchendichte die oben genannten Effekte ausgleicht. Bei Gasen, deren Verhalten von dem des idealen Gases abweicht, spielen auch Anziehungskräfte zwischen den Gasteilchen, die die Wärmeausdehnung verringern, sowie das Volumen eines einzelnen Teilchens eine Rolle.
Bei Flüssigkeiten hat die Wärmeausdehnung im Prinzip die gleichen Ursachen wie bei Gasen, nur wird sie durch Anziehungskräfte zwischen den Teilchen stark vermindert.

## Gleichungen der Physik
Da die Wärmeausdehnung vor allem bei den festen Körpern stark von der Gitterstruktur bzw. den Bindungsverhältnissen abhängt, stellen die linearen Gleichungen nur Näherungen im Bereich der Normbedingungen dar. Exakte Formeln und die Ableitung der Näherung sind im Artikel „Ausdehnungskoeffizient“ zu finden.
Bei Übergängen in der Kristallstruktur können sprunghafte Änderungen auftreten oder bei größeren Temperaturunterschieden Nichtlinearitäten zu Tage treten, so dass Gleichungen zweiter oder noch höherer Ordnung mit entsprechend zwei oder mehr Koeffizienten eingesetzt werden müssen.

### Festkörper

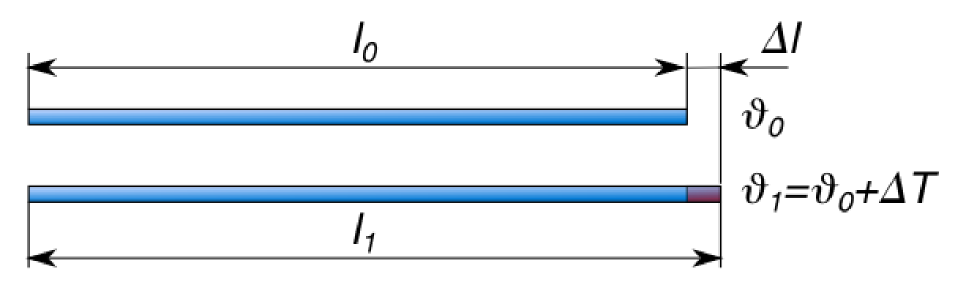
Lineare Ausdehnung

| Länge | Fläche | Volumen |
| --- | --- | --- |
| {\displaystyle {\begin{matrix}\Delta l&=&l_{0}\alpha \Delta T\\l_{1}&=&l_{0}(1+\alpha \Delta T)\end{matrix}}} | {\displaystyle {\begin{matrix}\Delta A&\approx &A_{0}2\alpha \Delta T\\A_{1}&=&A_{0}(1+\alpha \Delta T)^{2}\end{matrix}}} | {\displaystyle {\begin{matrix}\Delta V&\approx &V_{0}3\alpha \Delta T\\V_{1}&=&V_{0}(1+\alpha \Delta T)^{3}\end{matrix}}} |

### Flüssigkeiten
| {\displaystyle {\begin{matrix}\Delta V&=&V_{0}\gamma \Delta T\\V_{1}&=&V_{0}(1+\gamma \Delta T)\end{matrix}}} |

### Gase
Auch Gase haben das Bestreben, sich bei einer Temperaturerhöhung auszudehnen. Allerdings lässt sich hier ein kubischer Ausdehnungskoeffizient entsprechend dem {\displaystyle \gamma } der Formeln für Flüssigkeiten lediglich für eine bestimmte Ausgangstemperatur definieren. 
Für ein ideales Gas bei einer Ausgangstemperatur von 0 °C ist
{\displaystyle \gamma } = 1/273,15 K−1
Allgemein gilt nach der Zustandsgleichung für ideale Gase unter konstantem Druck {\displaystyle V\propto T}, d. h. {\displaystyle V_{2}=V_{1}\cdot T_{2}/T_{1}}. Das bedeutet, bei einer Verdoppelung der absoluten Temperatur findet auch eine Volumenverdoppelung statt.

### Formelzeichen
| {\displaystyle l}, {\displaystyle l_{0}}, {\displaystyle l_{1}}, {\displaystyle \Delta l} | Länge, Anfangslänge, Endlänge, Längendifferenz        | in m   |
| {\displaystyle A}, {\displaystyle A_{0}}, {\displaystyle A_{1}}, {\displaystyle \Delta A} | Fläche, Anfangsfläche, Endfläche, Flächendifferenz    | in m2  |
| {\displaystyle V}, {\displaystyle V_{0}}, {\displaystyle V_{1}}, {\displaystyle \Delta V} | Volumen, Anfangsvolumen, Endvolumen, Volumendifferenz | in m3  |
| {\displaystyle \Delta T}                                                                  | Temperaturdifferenz                                   | in K   |
| {\displaystyle \alpha }                                                                   | Längenausdehnungskoeffizient                          | in K−1 |
| {\displaystyle \gamma }                                                                   | Raumausdehnungskoeffizient                            | in K−1 |

## Besonderheiten
Einige Materialien wie zum Beispiel Zirconiumwolframat oder kohlenstofffaserverstärkte Kunststoffe (CFK) können einen negativen Ausdehnungskoeffizienten haben (Dichteanomalie). Im Fall von CFK ist dieser anisotrop (richtungsabhängig).
Auch Wasser hat in einigen Temperaturbereichen einen negativen Ausdehnungskoeffizienten (Anomalie des Wassers).